# Blindern (metrostation)
Blindern is een metrostation in de Noorse hoofdstad Oslo. Het station werd geopend op 10 oktober 1934 en wordt bediend door de lijnen 4 en 5 van de metro van Oslo.
Het station is gelegen aan het metrolijntraject Sognsvannsbanen dat van aan het westelijk einde van de Fellestunnelen, de gemeenschappelijke tunnel van de metro, aan het station Majorstuen 6 km in noordelijke en noordwestelijke richting loopt tot Sognsvann.
Het station is genoemd naar de wijk Blindern en is gelegen in het westen van het noordelijk stadsdeel Nordre Aker van Oslo. De wijk is sinds 1931 de vestigingsplaats van de hoofdcampus van de universiteit van Oslo en ligt ten noordwesten van het stadscentrum.